# Transports au Vietnam
 (avril 2010).

Évolution du réseau ferroviaire du Vietnam.

Cet article fournit diverses informations sur les infrastructures de transport au Vietnam.

## Transport ferroviaire
Longueur totale du réseau : 2 652 km 
Les lignes électrifiées le sont sous deux tensions distinctes : 1 500 V continu et 25 000 V monophasé.
- Lignes à écartement normal (1 435 mm) : 166 km
- Lignes à écartement de 1 000 mm : 2 249 km
- Lignes à voie métrique : 237 km

## Transport fluvial

### Réseau fluvial
- Voies d'eau : 17 702 km ; dont 5 149 km navigables

## Transport par conduites
- Oléoducs : 150 km

## Transport maritime

### Portsmaritimes
Cam Ranh, Da Nang, Hai Phong, Hô Chi Minh-Ville, Hong Gai, Qui Nhon, Nha Trang

### Marine marchande
- Total: 133 navires

Navires par catégories : 7 vraquiers  7, 107 cargos, 1 chimiquier, 1 vrac combiné, 1 porte-conteneurs, 1 gaz liquéfié et 15 pétroliers.

## Transport aérien

### Aéroports
Vietnam Airlines est la compagnie aérienne nationale du pays. Jetstar Pacific est la seconde compagnie la plus grande du Vietnam.
Nombre d'aéroports au Vietnam : 48
À pistes revêtues :
- total : 36
- de plus de 3 000 m : 8
- de 2500 à 3 000 m : 3
- de 1500 à 2 500 m : 5
- de 1000 à 1 500 m : 13
- moins de 1 000 m : 57

À pistes non revêtues :
- total: 12
- de 1500 à 2 500 m: 2
- de 1 000 m à 15 000 m : 5
- de moins de 1 000 m : 5 (est. 1999)